# ایرینگا
ایرینگا یکی از شهرهای کشور تانزانیا می‌باشد و دارای جمعیتی بالغ بر ۱۱۲٬۹۰۰ نفر می‌باشد که اکثریت قریب به اتفاق آنها مسیحی هستند.
این شهر در عرض جغرافیایی °۷٫۷۷ جنوبی و °۳۵٫۶۹شرقی قرار گرفته‌است.
نام شهر ایرینگا یک واژه مشتق شده از زبان هه‌هه می‌باشد که به معنای دژ و قلعه می‌باشد.
شهر ایرینگا مرکز اداری استان ایرینگا می‌باشد. این شهر میزبان تعداد زیادی از صنایع نیز می‌باشد از جمله صنایع ساخت و فراوری مواد غذایی.
بخش عمده‌ای از انرژی برق مورد نیاز شهر ایرینگا از یک سد بنام امرتا که در نزدیکی این شهر است تأمین می‌شود.
شهر ایرینگا به علت آنکه دارای سرویسهای منظم اتوبوس به شهرهای دارالسلام و امبیا و سانگی و دودوما می‌باشد، تبدیل به یک مرکز منطقه‌ای برای ترابری و حمل و نقل بار و مسافر شده‌است.

## تاریخچه
شهر ایرینگا در سال ۱۸۹۰ توسط ارتش آلمان و به عنوان یک پایگاه دفاعی ساخته شد تا از آن به عنوان یک دژ دفاعی در برابر قیام قبیله هه‌هه استفاده شود.

## صنایع دستی
شهر ایرینگا بخاطر سبدهای دستبافتی که از نی‌های محلی این شهر بافته می‌شوند بسیار معروف می‌باشد. این سبدها ضمن اینکه در بازارهای داخلی تانزانیا عرضه می‌شوند به بازارهای بین‌المللی هم صادر می‌شوند.

## رسانه‌های شهر ایرینگا
شهرداری ایرینگا دارای شش ایستگاه رادیویی اف ام و یک ایستگاه تلویزیونی می‌باشد.
این ایستگاه‌های رادیویی عبارتند از:
- انبوی اف ام
- کانتری اف ام
- نورو اف ام (رادیوی تجاری و تفریحی جوانان)
- رادیو فوراها (رادیوی مسیحی)
- رادیو کیبرا تن (رادیوی اسلامی)

ضمناً ایستگاه‌های رادیویی دیگری نیز در سایر جاهای استان ایرینگا وجود دارد از قبیل رادیو انجمن کیتورو در شهر مکته و همچنین سایر ایستگاه‌های رادیویی اف ام که در شهرستان انجمبه وجود دارند.

## آب و هوا
| داده‌های اقلیم Iringa    | داده‌های اقلیم Iringa | داده‌های اقلیم Iringa | داده‌های اقلیم Iringa | داده‌های اقلیم Iringa | داده‌های اقلیم Iringa | داده‌های اقلیم Iringa | داده‌های اقلیم Iringa | داده‌های اقلیم Iringa | داده‌های اقلیم Iringa | داده‌های اقلیم Iringa | داده‌های اقلیم Iringa | داده‌های اقلیم Iringa | داده‌های اقلیم Iringa |
| ماه                     | ژانویه               | فوریه                | مارس                 | آوریل                | مه                   | ژوئن                 | ژوئیه                | اوت                  | سپتامبر              | اکتبر                | نوامبر               | دسامبر               | سال                  |
| ----------------------- | -------------------- | -------------------- | -------------------- | -------------------- | -------------------- | -------------------- | -------------------- | -------------------- | -------------------- | -------------------- | -------------------- | -------------------- | -------------------- |
| میانگین بیش‌ترین °C (°F) | ۲۵ (۷۷)              | ۲۵ (۷۷)              | ۲۵ (۷۷)              | ۲۴ (۷۶)              | ۲۴ (۷۵)              | ۲۳ (۷۳)              | ۲۳ (۷۴)              | ۲۳ (۷۴)              | ۲۵ (۷۷)              | ۲۷ (۸۱)              | ۲۸ (۸۲)              | ۲۶ (۷۹)              | ۲۴٫۸ (۷۶٫۸)          |
| میانگین کم‌ترین °C (°F)  | ۱۵ (۵۹)              | ۱۴ (۵۸)              | ۱۴ (۵۸)              | ۱۵ (۵۹)              | ۱۴ (۵۷)              | ۱۲ (۵۳)              | ۱۲ (۵۳)              | ۱۲ (۵۳)              | ۱۲ (۵۴)              | ۱۳ (۵۶)              | ۱۴ (۵۸)              | ۱۵ (۵۹)              | ۱۳٫۵ (۵۶٫۴)          |
| بارندگی میلی‌متر (اینچ)  | ۱۸۰ (۶٫۹)            | ۱۳۰ (۵)              | ۱۷۰ (۶٫۸)            | ۹۰ (۳٫۵)             | ۱۰ (۰٫۵)             | ۰ (۰٫۱)              | ۰ (۰)                | ۰ (۰)                | ۰ (۰٫۱)              | ۱۰ (۰٫۲)             | ۴۰ (۱٫۵)             | ۱۲۰ (۴٫۷)            | ۷۵۰ (۲۹٫۳)           |
| منبع: Weatherbase       |                      |                      |                      |                      |                      |                      |                      |                      |                      |                      |                      |                      |                      |